# 영동중학교 (경북)
영동중학교(永東中學校)는 대한민국 경상북도 영천시 야사동에 있는 사립 중학교이다.

## 학교 연혁
- 1969년 10월 6일 : 학교법인 봉은 학원 설립 (서주봉 선생)
- 1970년 2월 20일 : 영화 중학교 설립인가 (9학급 540명)
- 1970년 3월 2일 : 초대 서은해 교장 취임
- 1972년 7월 17일 : 학교법인 영동교육재단에서 인수
- 1972년 8월 20일 : 이사장 박진식 선생 취임
- 1972년 11월 15일 : 신관 6개 교실 건축
- 1972년 12월 12일 : 교명변경 영동 중학교
- 1976년 5월 28일 : 교가 제정 박목월, 작곡 김동진
- 1978년 3월 1일 : 영동중 · 고교 분리
- 2003년 3월 1일 : 18학급 증설 인가
- 2021년 4월 12일 : 제15대 이사장 김증환 선생 취임
- 2022년 8월 8일 : 2023그린스마트스쿨 사업 선정
- 2024년 1월 4일 : 영동중 제50회 졸업생(129명) 총 10,061명
- 2024년 3월 1일 : 영동중 제15대 안명환 교장 취임
- 2024년 3월 4일 : 입학생 107명

## 참고 자료
- 영동중학교 - 한국교육학술정보원 학교알리미